# Werner Zedelius

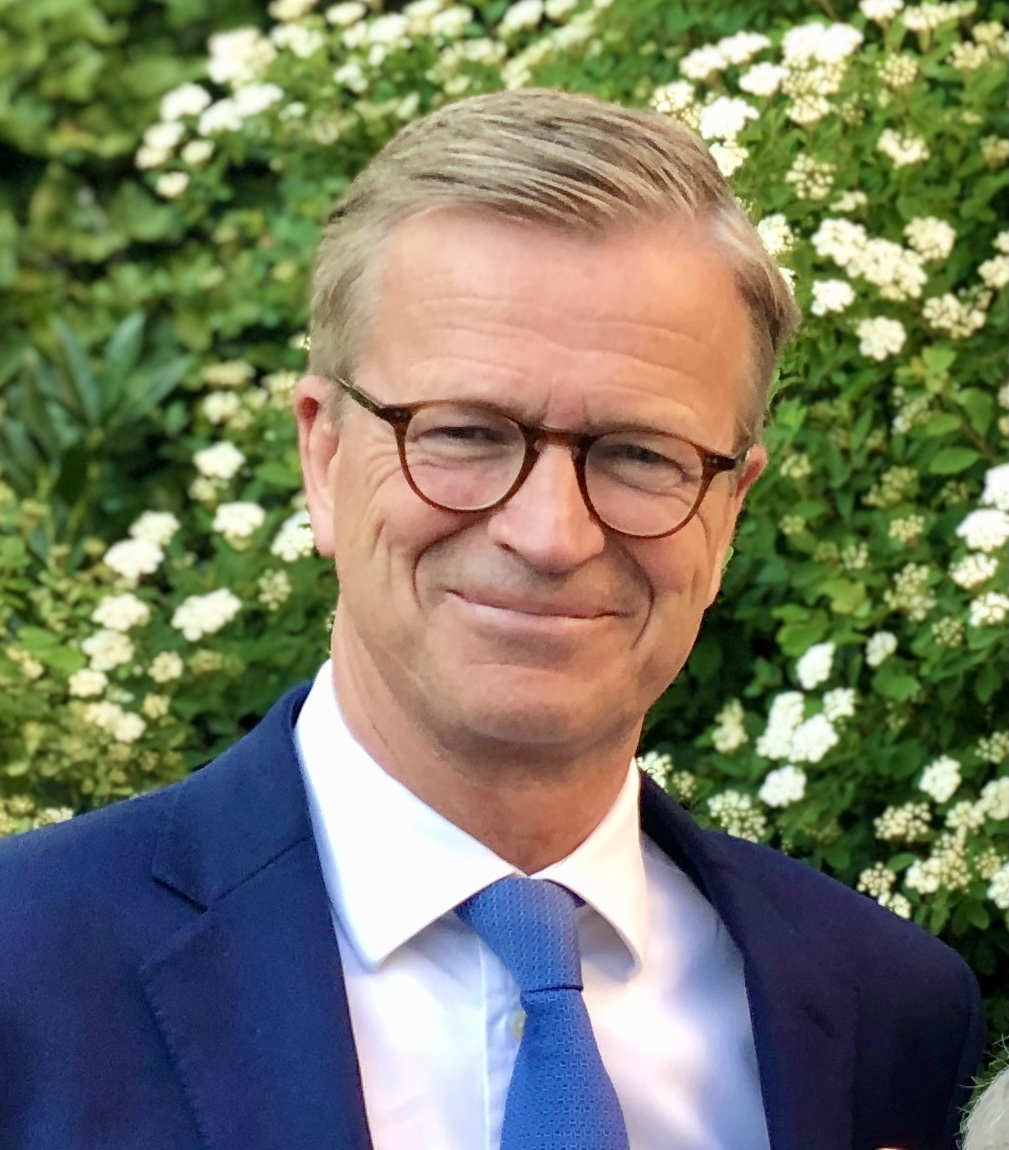
Werner Zedelius (2019)

Werner Zedelius (* 16. September 1957) ist ein deutscher Manager. Er war 16 Jahre Vorstandsmitglied der Allianz SE.

## Leben
Nach einer Lehre zum Bankkaufmann bei der Commerzbank AG studierte Zedelius Rechtswissenschaften in Freiburg. Zum Dr. jur. promovierte er 1986.
Ab 1987 arbeitete er bei der Allianz, zuerst in verschiedenen Vertriebspositionen, dann als Leiter des Vorstandsbüros in München. Ab 1996 war Zedelius CFO und Board Member bei der Allianz-Tochter Cornhill in London. Darauf folgte eine Zeit als Leiter der Zweigniederlassung für Nordrhein-Westfalen. 
Ab 2002 war Zedelius Vorstandsmitglied der Allianz AG (ab 2006 SE). Er war 9 Jahre lang verantwortlich für die Expansion der Gruppe in Asien und CEE. Ab 2011 bis zu seinem Ausscheiden Ende 2017 verantwortete er die Versicherungsgeschäfte der Allianz in Deutschland, Österreich und der Schweiz. Während dieser Zeit war er auch 4 Jahre lang globaler HR-Vorstand. 
Aktuell hält Zedelius folgende Mandate:
- FC Bayern AG, München, stellvertretender Vorsitzender des Aufsichtsrats (seit 2015)[4]
- ESMT European School of Management and Technology, Berlin, Vorsitzender des Aufsichtsrats (seit 2016)[5]
- Allianz Kulturstiftung, Berlin, Vorsitzender des Stiftungsrats (seit 2015)
- Allianz Umweltstiftung, Berlin, Vorsitzender des Kuratoriums (Mitglied seit 2016, Vorsitz seit 2020)
- Pinakothek der Moderne, München, Mitglied des Kuratoriums

Zedelius wurde 2008 von der Tongji-Universität in Shanghai zum Prof. h. c. ernannt. Neben der engen Verbindung der Allianz zu dieser Institution war auch maßgeblich, dass einer seiner Vorfahren deutscher Gründer dieser Universität im Jahre 1907 war. 
Werner Zedelius ist seit 1988 mit Christiane Zedelius, einer Rechtsanwältin und Partnerin bei Dentons, verheiratet. Sie haben drei Kinder und leben in München.